# パスタサ県
パスタサ県（パスタサけん、Provincia de Pastaza）は、東部アマゾン地帯に位置するエクアドル東部の県。人口は83,933人(2010年現在)。県都はプーヨで、1899年5月12日に設立。この市には現在、舗装道路が開通しており、最近発展している。バーニョスから州への道は、パスタサ川に沿っている。

## 概要
パスタサ川は西から県へ流れており、周囲が平坦になるに伴ってうねりながらアマゾン川の支流であるナポへと注ぐ。パスタサの自然な産物には、バナナ、グレープフルーツ、タバコ、ココア、コーヒーがある。茶は、いくつかの英国の会社によって首尾良く栽培されており、80年代中頃には、この会社のうちの1つが、イギリス王室のマーガレット王女によって訪問を受け、名誉となった。
地形は、県西部のほとんどが山であり、県のほとんどを占める川のある平地がペルーの国境に近づくにつれ、東部は比較的水平となる。県最高地点は、1,820 m (5,970 ft)である。気候は、暖かくて湿度が高く、西部の山地の年降水量は7 m (22 ft)だが、県全体の降水量の合計は著しい。気温は平均摂氏18から24度ほどである。パスタサ川には、たくさんの金が存在すると噂されるが、現在まで大きな発見は報告されていない。
タランチュラやサソリなどの有毒動物は、県内に普通に存在する。このため、旅行者には、ジャングル、公園、トレイルを歩く際には、注意するように呼びかけられている。また、木に混じってヘビもよく生息しており、ハイキングの際には要注意である。
県内の植物は、絶対的に壮大である。数カ所の地方公園は、無数のランをこの土地からこれらの公園へ入れることにより、開発されており、公園の入場料は比較的安くなっている。年間で雨期がほとんどを占めており、雨のうちの大多数は午後遅くであるが、一日中降ることもある。北アメリカと比べると雨は暖かい。
パスタサ県は、エクアドル国内で最大の県であり、生物が多様である。
県内には約62,110人の住民がいる。パスタサ県内には、SHUAR（シュワル族）、KICHWA（キチュワ族）、SHIWIAR（シウィアル族）、ACHUAR（アチュアル族）、ANDOA（アンドア族）、ZAPARA（サパラ族）、WAORANI（ワオラニ族）と、計7の先住民族が暮らしている。

## 隣接する県
パスタサ県の北にはナポ県、オレリャナ県、南にはモロナ・サンティアゴ県、東にはペルー（ロレート県）、西にはトゥングラワ県、モロナ・サンティアゴ県がある。

## 郡
県は、4のカントン（郡）に分かれる。下記の表には、2001年国勢調査時点での各郡の人口と平方メートル (km2)での面積、郡都を表記する。
| 郡             | 人口 (2001) | 面積 (km²) | 郡都           |
| -------------- | ----------- | ---------- | -------------- |
| アラフノ       | 5,150       | 8,767      | アラフノ       |
| メラ           | 8,088       | 520        | メラ           |
| パスタサ       | 45,512      | 19,727     | プーヨ         |
| サンタ・クララ | 3,029       | 311        | サンタ・クララ |

## 都市一覧
- アラフーノ
- メラ
- プーヨ
- サラヤク
- シェル